# Hrabstwo Colfax (Nowy Meksyk)
Hrabstwo Colfax (ang. Colfax County) – hrabstwo w stanie Nowy Meksyk w Stanach Zjednoczonych.

## Miasta
- Raton
- Springer

## Wioski
- Angel Fire
- Cimarron
- Eagle Nest
- Maxwell
- Ute Park (CDP)